# دانشگاه کاروان
دانشگاه کاروان دانشگاهی خصوصی در شهر کابل، افغانستان است.
مؤسسه تحصیلات عالی کاروان در سال ۱۳۸۶ در شهر کابل تأسیس و جواز فعالیت خود را از وزارت تحصیلات عالی افغانستان در رشته‌های حقوق و علوم سیاسی، کمپیوتر ساینس و اقتصاد دریافت نمود. اما علوم سیاسی به عنوان یک رشته جداگانه در سال ۱۳۹۲ پس از نیاز سنجی مسئولین پوهنتون و حکم وزارت تحصیلات عالی ایجاد گردید. سپس به اثر سعی و تلاش تیم کاری بعد از ارایه خدمات تحصیلی و تکمیل شرایط و معیارها برای پوهنتون شدن، مطابق مقرره تحصیلات عالی خصوصی در ماه ثور (۱۳۹۳ هجری شمسی) ذریعه مکتوب شماره (مورخ ۶/۲/۱۳۹۳ هجری شمسی) آمریت محترم ایجاد، از مؤسسه تحصیلات عالی خصوصی کاروان به پوهنتون کاروان تحت نمبر ثبت (۱۲) وزارت تحصیلات عالی، ارتقأ نمود. پوهنتون کاروان برای ثبات ارایه خدمات تحصیلی به جامعه، تعمیر مدرن و مخصوص پوهنتون کاروان را بالای زمینی که ملکیت پوهنتون کاروان می‌باشد را به ارزش ۲۰ میلیون دالر آمریکایی در سال ۱۳۹۲ اعمار نموده‌است. همچنان با در نظرداشت تقاضای روزافزون نسل جوان کشور به تحصیلات عالی پلانهای توسعه و ایجاد رشته‌ها و درجات تحصیلی پوهنتون کاروان، پوهنتون کاروان از ظرفیت بالای برخوردار می‌باشد و تعمیرات آن در صورت ضرورت قابلیت انکشاف را دارا می‌باشد.
اهداف عمده پلان استراتژیک اول (۱۳۹۰ – ۱۳۹۵)، ایجاد برنامه‌های جدید لیسانس و تجدید برنامه‌ها، ارایه خدمات بهتر تحصیلی، ارتقای سطح دانش و مهارت‌های کادر علمی، تهیه منابع فیزیکی و بهبود سیستم اداری، تجدید شیوه‌های تدریس، توسعه و حمایت از افراد آسیب‌پذیر و تقویت زیرساخت‌های پوهنتون کاروان بوده‌است. که دست‌آوردهای ذیل را می‌توان به صورت فشرده بیان نمود:
۱- اخذ جواز مؤسسه تحصیلات عالی پوهنتون کاروان در ۱۳۸۸
۲- ایجاد مرکز مناظره انگلیسی در سال ۱۳۸۹
۳- تطبیق موفقانه پروژه سواد آموزی اردوی ملی و پولیس ملی در سالهای ۱۳۸۹–۱۳۹۴
۴- ایجاد پوهنځی علوم سیاسی در سال ۱۳۹۱
۵- ایجاد پروگرام‌های زبان انگلیس و کامپیوتر از سال ۱۳۹۱ تا اکنون
۶- اعمار و اکمال تعمیر دائمی پوهنتون کاروان در سال۱۳۹۲
۷- امضای توأمیت با پوهنتون علامه اقبال لاهوری پاکستان در سال ۱۳۹۲
۸- امضای تفاهم نامه‌ها با نهادهای مسلکی، آیسیک، اتصالات، کودزون، نیتپا، اندیشوران، و… برای فراهم سازی برنامه‌های عملی و کارآموزی به محصلان ۱۳۹۴–۱۳۹۶
۹- برگزاری کنفرانس (تشبثات کوچک و متوسط) در سطح کشور ۱۳۹۴
۱۰- چاپ مجله (تشبثات کوچوک و متوسط) ۱۳۹۴–۱۳۹۵
۱۱- تجهیز تمام شعبات پوهنتون کاروان در تعمیر دائمی ۱۳۹۴
۱۲- به دست آوردن نشان قهرمانی گفتمان (دبت) در سطح ملی و بین‌المللی در سال ۱۳۸۹
۱۳- گسترش و انکشاف منابع کتاب‌خانه و تکنولوژیکی در سالهای ۱۳۹۴–۱۳۹۵
۱۴- ایجاد مرکز خدمات اولیه صحی در داخلی پوهنتون کاروان در سال ۱۳۹۴
۱۵- ایجاد نرم‌افزار شبکه اجتماعی (لیتس ویسپ) توسط یکی از محصلان پوهنځی کمپیوترساینس ۱۳۹۵
۱۶- چاپ کتاب استراتژی نظامی آمریکا در افغانستان پسا طالبان توسط پوهنځی علوم سیاسی در سال۱۳۹۵
۱۷-           کامیاب شدن بیشترین تعداد فارغان پوهنتون کاروان در پروگرام مرکز ستاژ حقوقی افغانستان در میان سایر پوهنتون‌ها در سال ۱۳۹۵
۱۸- چاپ کتاب «چالشهای اقتصادی افغانستان و راه‌های حل آن» توسط یکی از فارغان پوهنځی اداره تجارت در سال ۱۳۹۵
۱۹- ایجاد مرکز تحقیقات مسلکی در سال ۱۳۹۶
۲۰- شناسایی و جمع‌آوری جوانان نخبه در سطح کشور و تدوین کتاب معلوماتی آن در سال۱۳۹۶
۲۱- استخدام استادان مسلکی به سویه ماستر و داکتر ۱۳۹۵ و ۱۳۹۶

## پیشینه
دانشگاه کاروان در سال ۲۰۰۸ در کابل تأسیس شد.
پوهنتون کاروان مراحل را که پیموده به تدریج و بعد از کسب تجربه از مراحل ابتدایی بوده‌است. محترم سید جاوید اندیش مؤسس و بنیانگذار پوهنتون کاروان در ابتدا به نسبت علاقه‌مندی به سکتور تعلیم و تربیه که قبلاً خود ایشان نیز در دوره تحصیلی و بعد از فراغت مستقیماً در همان عرصه مصروف ارایه خدمات آموزشی به نسل جوان کشور بوده ند. از جمله اولین و معدود جوانان تحصیل کرده این وطن بودند که با وجود زمینه‌های فراوان کسب درآمد بیشتر از بخش‌های دیگر، ایشان نظر به درک نیازمندی جامعه به تعلیم و تحصیل، مؤسسه تعلیمات عالی پوهنتون کاروان را در سال ۱۳۸۶ با داشتن بخش‌های حقوق، اداره تجارت و کمپیوتر ساینس تأسیس نمود. سپس بعد از دوسال فعالیت در بخش تعلیمات نیمه عالی آنرا به مؤسسه تحصیلات عالی ارتقاء داد که پوهنځی‌های حقوق، علوم سیاسی، اداره تجارت و کمپیوتر ساینس در آن ایجاد گردید. سپس به اثر سعی و تلاش تیم کاری بعد از ارایه خدمات تحصیلی و پوره نمودن شرایط و معیارها برای پوهنتون کاروان شدن، مطابق مقرره تحصیلات عالی خصوصی در ماه ثور (۱۳۹۳ هجری شمسی) ذریعه مکتوب شماره (مورخ ۶/۲/۱۳۹۳ هجری شمسی) آمریت محترم ایجاد، از مؤسسه تحصیلات عالی خصوصی پوهنتون کاروان به پوهنتون کاروان تحت نمبر ثبت (۱۲) وزارت تحصیلات عالی، ارتقأ نمود. پوهنتون کاروان در ابتدا با یک تعمیر کرایی از قوای مرکز شهر کابل شروع به فعالیت نموده، سپس مؤسس پوهنتون کاروان بخاطر ثبات ارایه خدمات تحصیلی به جامعه، بالای ایجاد تعمیر دائمی پوهنتون کاروان به ارزش حدود ۲۰ میلیون دالر سرمایه‌گذاری نمودند. تعمیر مدرن و مخصوص پوهنتون کاروان را بالای زمینی که ملکیت پوهنتون کاروان می‌باشد اعمار نموده‌است. از سال ۱۳۹۲ به اینسو پوهنتون کاروان داریی تعمیر دائمی می‌باشد. همچنان با در نظرداشت تقاضای روزافزون نسل جوان کشور به تحصیلات عالی پلانهای توسعه و ایجاد رشته‌ها و درجات تحصیلی پوهنتون کاروان، پوهنتون کاروان از ظرفیت بالای برخوردار می‌باشد و تعمیرات آن در صورت ضرورت قابلیت انکشاف را دارا می‌باشد.
ریاست این دانشگاه را ضوات ذیل به پیش برده‌است:
خالد احمد کاکر
سیدحامد روحانی
سیداحمد سادات
محمدآصف ننگ
داکتر خالد احمد کاکر
دکتر محمدکاظم بامیک

## دانشکده‌ها
دانشکده حقوق
دانشکده علوم سیاسی
دانشکده اقتصاد و علوم مدیریت
دانشکده کمپیوترساینس
دانشکده اداره و پالیسی عامه
دانشکده تعلیم و تربیه